# Amsonia fugatei
Amsonia fugatei är en oleanderväxt som beskrevs av Steven Paul McLaughlin. Arten ingår i släktet Amsonia och familjen oleanderväxter. Inga underarter finns listade i Catalogue of Life.